# Johan van Hulst

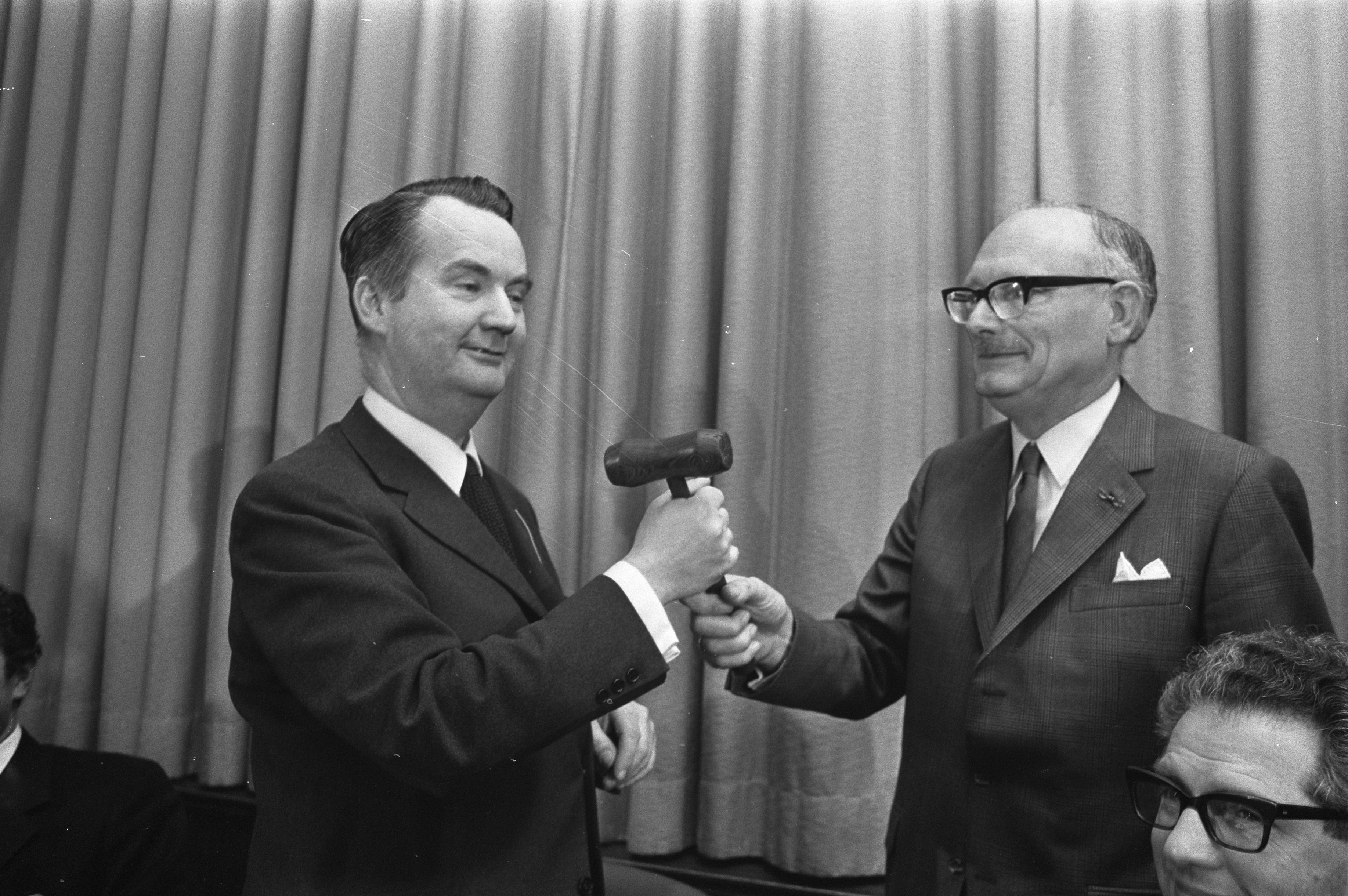
Otto van Verschuer (links) en Johan van Hulst in 1972.

Johan Wilhelm van Hulst (Amsterdam, 28 januari 1911 – aldaar, 22 maart 2018) was een Nederlands verzetsstrijder, hoogleraar pedagogiek en politicus. In de Tweede Wereldoorlog redde hij met anderen het leven van honderden Joodse baby's en jonge kinderen. Van Hulst was lid van de Eerste Kamer van 1956 tot 1981, eerst voor de Christelijk-Historische Unie (CHU) en vanaf 1977 voor de fusiepartij Christen-Democratisch Appèl (CDA). Van 1968 tot 1977 was hij in de senaat fractievoorzitter van de CHU en aansluitend, van 1977 tot 1981, van het CDA. Van Hulst was van 1961 tot 1968 lid van het Europees Parlement. Van 1968 tot 1972 was hij partijvoorzitter van de CHU. Hij was tevens hoogleraar pedagogiek aan de Vrije Universiteit Amsterdam en publiceerde honderden wetenschappelijke artikelen.
Voor zijn verdiensten als verzetsman en kinderredder tijdens de Holocaust kreeg Van Hulst in 1972 de Yad Vashem–onderscheiding.

## Biografie
Van Hulst begon zijn loopbaan in 1942 als onderwijzer en directeur van de Hervormde Kweekschool (HKS) in Amsterdam. In die hoedanigheid was hij medeverantwoordelijk voor de redding van ruim zeshonderd Joodse baby's en jonge kinderen uit de crèche van de Hollandsche Schouwburg. De schouwburg, die schuin tegenover de school van Van Hulst staat, werd in de oorlog gebruikt als verzamelplaats voor joden die op transport werden gesteld naar Kamp Westerbork - als tussenstation naar de vernietigingskampen. Samen met de directrice van de kindercrèche, gelegen pal naast de kweekschool, maakte Van Hulst een plan om kinderen te laten ontsnappen. De kinderen werden apart van hun ouders in een crèche geplaatst, maar waren bij binnenkomst nog niet geregistreerd. Door telkens minder kinderen te registreren dan er binnen werden gebracht, gelukte het om talrijke baby's en jonge kinderen uit handen van de Duitsers te houden. De kinderen werden ondergebracht bij pleeggezinnen. Op 8 maart 1972 kreeg hij voor zijn Jodenhulp de Yad Vashem-onderscheiding.
Van Hulst haalde in 1929 zijn MO Nederlands, behaalde vervolgens zijn doctoraal pedagogiek en psychologie en promoveerde in de letteren in 1961. Van 1961 tot 1968 was hij lid van het Europees Parlement en van 1968 tot 1972 partijvoorzitter van de CHU. Van Hulst was van 1956 tot 1981 lid van de Eerste Kamer, waarvan van 1968 tot 1981 fractievoorzitter van achtereenvolgens de CHU en het CDA. Als politicus was hij vooral actief als onderwijswoordvoerder. Van Hulst waarschuwde tegen de experimenteerlust van het Kabinet-Den Uyl dat de middenschool wilde invoeren.
Daarnaast is Van Hulst auteur van verschillende wetenschappelijke publicaties, in het bijzonder op pedagogisch gebied. In 2007 kreeg hij op 96-jarige leeftijd als emeritus hoogleraar pedagogiek het eerste exemplaar uitgereikt van de bundel Grote pedagogen in klein bestek. Dat was in Amsterdam in Café De IJsbreker. Als levende getuige van de (recente) geschiedenis van de pedagogiek vroeg hij zich in zijn lezing af wat de geportretteerde pedagogen dreef en wat zij ons aan het begin van de eenentwintigste eeuw nog te zeggen hebben. Op zijn 95e kwam er nog een boek van zijn hand uit, en op 101-jarige leeftijd schreef hij voor het Jaarboek Parlementaire Geschiedenis een in memoriam voor de overleden politicus en hoogleraar Bertus de Rijk.
Ook in de schaakwereld was hij geen onbekende. Zo werd hij in 1937 al kampioen van UCS De Rode Loper en won op 95-jarige leeftijd het Corus-schaaktoernooi voor (ex-)parlementariërs. In 2010, even voor zijn 99e verjaardag, won hij dat toernooi opnieuw, maar moest hij die titel delen met Jan Nagel. Hij heeft zowel tegen wereldkampioenen Max Euwe als Anatoli Karpov remise gespeeld - weliswaar in simultaansessies. Daarnaast was hij erelid van Schaakvereniging Caïssa in Amsterdam.

## Onderscheidingen, biografie en vernoeming
In 1967 werd hij ridder in de Orde van de Nederlandse Leeuw. Hij kreeg toen ook de gouden medaille van het Europees Parlement toegekend. Op 9 juni 1981 kreeg hij bij zijn afscheid als senator in de vergaderzaal van de Eerste Kamer de onderscheiding commandeur in de Orde van Oranje-Nassau. De versierselen werden hem omgehangen door minister Hans Wiegel.
Op 27 mei 2015 werd in de vergaderzaal van de Eerste Kamer, in zijn aanwezigheid, een biografie over hem gepresenteerd: Johan W. van Hulst, pedagoog, politicus, verzetsman. In de voetsporen van Coornhert (redactie: Wouter van Haaften en Gerlof Verwey).
In januari 2018 werd een brug in het centrum van Amsterdam bij de Hortus Botanicus omgedoopt in de Johan van Hulstbrug.

## Privé
Van Hulst was de broer van de componist, schrijver en kunstschilder Gerard van Hulst. Hij was getrouwd met Anna Jannetta Donker. Zijn dochter Catharina trouwde met hoffotograaf Max Koot. Zijn dochter Diane was omroepster bij de NCRV. Kerkelijk behoorde Johan van Hulst tot de middenorthodoxe richting van de Nederlandse Hervormde Kerk (inmiddels opgegaan in de Protestantse Kerk in Nederland).
Op 28 januari 2011 vierde Van Hulst zijn 100e verjaardag. Hij was na Willem Drees en Marinus van der Goes van Naters de derde Nederlandse voormalige parlementariër die deze leeftijd bereikte. Hij overleed op 22 maart 2018 op 107-jarige leeftijd. Hij werd op 17 april 2018 in de plenaire vergadering van de Eerste Kamer herdacht.

## Publicaties (selectie)
- De beginselleer van Hoogvelds pedagogiek. Amsterdam, proefschrift VU, 1962
- Fundamenteel probleem der pedagogiek (de opvoedbaarheid): rede uitgesproken bij de aanvaarding van het ambt van gewoon hoogleraar in de Faculteit der Letteren aan de Vrije Universiteit te Amsterdam op 11 oktober 1963. Groningen, J.B. Wolters, 1963
- Leerboek der pedagogiek. Groningen, Wolters-Noordhoff, 1968
- De betekenis van de z.g. Tweede Aufklärung voor de theoretische en historische pedagogiek. Amsterdam, afscheidscollege VU, 1976
- De prediking en haar uniciteit. In: De uniciteit van het kind. Groningen, Wolters-Noordhoff, 1978
- Treinen naar de hel: Amsterdam, Westerbork, Auschwitz: een aantal beschouwingen die verband houden met het dagboek en de brieven van Etty Hillesum. Amsterdam, Buijten & Schipperheijn, 1983
- De strijd der paradigma's in de Nederlandse theoretische pedagogiek. In: Pedagogisch tijdschrift, forum voor opvoedkunde, vol. 8, 1983, pp. 2–11, 54-60
- Pedagogiek en politiek. Beschouwingen over de invloed van de politiek, voornamelijk van het fascisme en Sovjet-communisme, op het opvoedkundig en onderwijskundig denken en handelen. Rotterdam / Leiden, Slootweg & Tromp Meesters, 1988
- (red.), Pedagogiek MO in beweging: 1925-1990: 65 jaar geschiedenis: gedenkboek van de Vereniging tot Bevordering van de Studie der Pedagogiek, 1990
- Martinus J. Langeveld (1905-1989). In: Pedagogische Studiën, vol. 67, 1990, pp. 158–162
- De morele opvoeding: chaos of kompas? Amsterdam, Buijten & Schipperheijn, 1997

## Publicaties over Van Hulst
- S. Miedema, L.F. Groenendijk, A. Rosendaal, 'Een onderwijsman en pedagoog in hart en nieren. Bij de honderdste verjaardag van prof. dr. J.W. van Hulst'. In: Friesch Dagblad, 28 januari 2011; eveneens verschenen in Christelijk Weekblad van 4 februari 2011
- Gerlof Verwey en Wouter van Haaften (red.), met bijdragen van: André Rosendaal, Marcel ten Hooven, Bas von Benda Beckmann en Jan Nagel, Johan W. van Hulst - pedagoog, politicus, verzetsman. In de voetstappen van Coornhert. Hilversum, Uitgeverij Verloren, 2015; 172 blz.; ISBN 9789087045142
- V. Busato (red.), Zeven grondleggers van de onderwijskunde: B. Brugsma, Ph.J. Idenburg, H. Freudenthal, F.W. Prins, J.W. van Hulst, L. van Gelder, C.F. van Parreren. Amsterdam, Prometheus, 2018